# Observatoire du Roque de los Muchachos
L'observatoire de Roque de los Muchachos est un observatoire astronomique situé sur l'île de La Palma. Il a été inauguré par le roi et la reine d'Espagne en 1985 et appartient à l'Institut d'astrophysique des Canaries (IAC).

## Composition

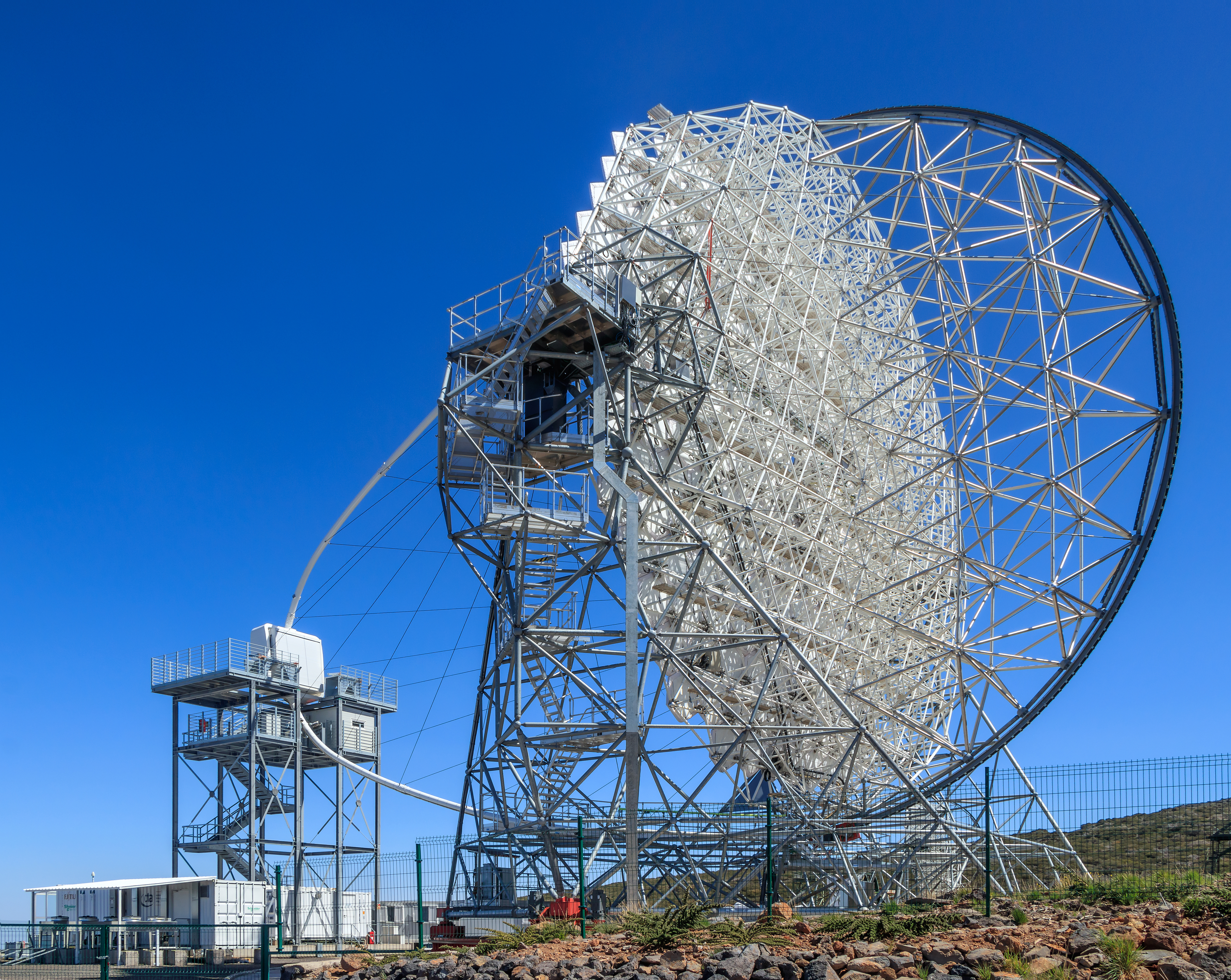
Télescope LST-1 sur l'observatoire du Roque de los Muchachos. Mars 2019.

De nombreux télescopes y sont installés, parmi lesquels :
- le Telescopio Nazionale Galileo (TNG) ;
- le Nordic Optical Telescope (NOT) ;
- le Gran Telescopio Canarias (GranTeCan) ;
- les télescopes MAGIC, le site Nord (télescopes de grande et de moyenne taille : LST et MST) du réseau de télescopes CTAO qui opèrent dans le domaine des rayons gamma, utilisant l'effet Vavilov-Tcherenkov atmosphérique ;
- le télescope Mercator (en) ;
- le groupe de télescopes Isaac Newton comprenant :
  - le télescope William-Herschel (WHT),
  - le télescope Isaac-Newton,
  - le télescope Jacobus Kapteyn (en)
- le télescope de Liverpool (LT).